# ウズベキスタン旅券

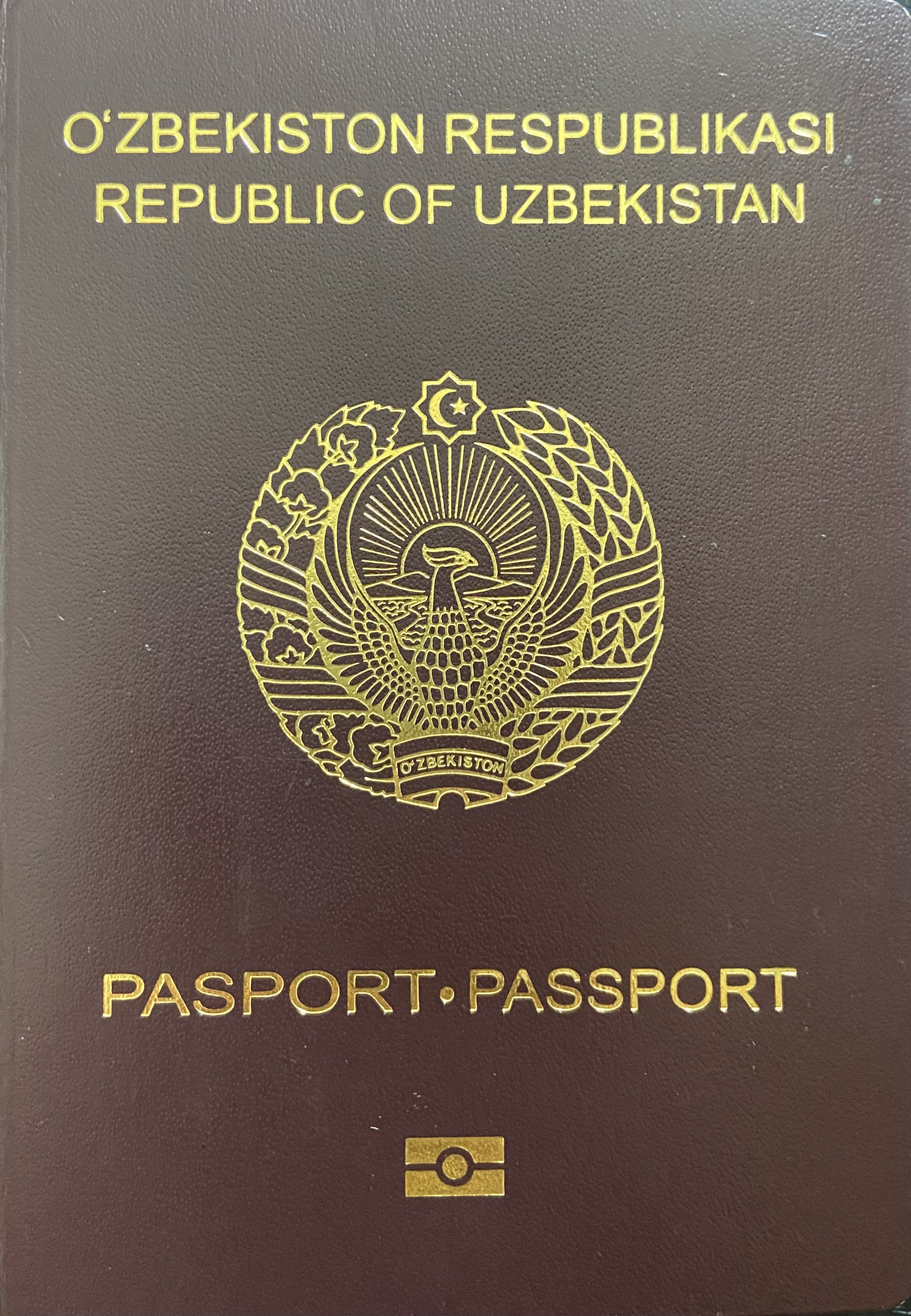
ウズベキスタン旅券

ウズベキスタン旅券 (ウズベキスタンりょけん、英語: Uzbekistani passport) はウズベキスタンの国民が外国に滞在する場合に必要となる旅券である。

## 概要
ウズベキスタンでは通常、旅券は16歳以上の国民に対して発行され、25歳から45歳の間で再発行が必要となる。45歳以上の者は一度発行した後は有効期限はない。また、旅券が傷んだ場合や旅券に記載する者の氏名が変更された場合も再発行が必要である。旅券はノートと査証用のページ、合計32ページで構成されている。旅券にはウズベク語、ロシア語、英語の3言語で説明が書かれている。二国間協定もしくは多国間協定により、ウズベキスタン旅券所持者は隣国であるタジキスタン以外のCIS諸国に旅行する際、90日以内ならば査証なしで滞在できる権利を有する (タジキスタン国民もまたウズベキスタンに入国する際査証が必要となる) 。しかし、ウズベキスタンから国外へ出国するためには、国内の警察に対して特別旅行許可をとる必要がある。この許可証は2年間有効であり、出国する際にのみ必要であり、許可証所持者は旅券が有効である限りにおいて国外に滞在可能である。
2009年6月23日に署名された法令によると、2010年以降ウズベキスタンは電子旅券システムへと次第に切り替えていく予定である。以前の生体認証の無い旅券は有効期限が満了するまで有効であるが、法令により遅くとも2015年末には電子旅券に全面的に切り替えられる予定である。また、新旅券の発行を受けるためには自身に犯罪歴がないことを証明することが必要になった。
ウズベキスタン旅券所持者は上記に挙げたCIS諸国を除き査証を受けて外国に旅行が可能である。

## 識別情報ページ
ウズベキスタンの旅券に記される情報は以下のとおりである。
- 種類(P - 旅券)
- 国別コード (UZB - ウズベキスタン)
- 旅券番号
- ファーストネーム
- ラストネーム
- 誕生場所
- 生年月日 (日-月-西暦年の形式、例:24-12-1988)
- 性別 (M - 男性もしくはF - 女性)
- 発行日 (日-月-西暦年の形式)
- 有効期限 (日-月-西暦年の形式、25歳～45歳で再発行が必要)
- 発行部署
- 管理番号